# جایزه عکاسی پاریس
Px3 یا جایزه عکاسی پاریس (به فرانسوی: Prix de la Photographie Paris) یکی از مهم‌ترین جایزه‌های عکاسی در اروپاست که از سال ۲۰۰۷ به بعد به افراد برگزیده اهدا می‌شود.